# John Randy Taraborrelli
John Randall Anthony Taraborrelli, noto anche con lo pseudonimo di J. Randy Taraborrelli (Filadelfia, 29 febbraio 1956), è un giornalista e biografo statunitense, famoso per essere l'autore di biografie di artisti e politici, molte delle quali divenute best seller.

## Carriera
Taraborrelli ha scritto diverse biografie di artisti e personaggi pubblici, perlopiù statunitensi, tra le quali molte edizioni aggiornate e ampliate, e ha visto quindici di loro apparire sulla lista dei best seller del New York Times tra i quali il suo primo best seller, Call Her Miss Ross (1989), dedicato alla cantante Diana Ross, e  The Hiltons - The True Story of an American Dynasty (2014).
J. Randy Taraborrelli è conosciuto in USA come la principale autorità sulla vita di Michael Jackson grazie al suo libro best seller Michael Jackson - The Magic and the Madness, la cui prima edizione risale al 1991. Lavorando per la CBS News, è stato inoltre inviato al processo a Jackson nel 2005 ed era l'unico giornalista della rete in aula il giorno in cui Jackson è stato prosciolto da tutte le accuse nel giugno dello stesso anno. Ha anche co-condotto il funerale pubblico di Jackson, assieme alla giornalista Katie Couric, per la stessa rete nel luglio del 2009.
Attraverso la sua casa di produzione, la John Randy Taraborrelli Productions, Taraborrelli ha sviluppato e prodotto una serie di progetti televisivi. Nel novembre 2012 venne annunciato che il canale via cavo Reelz aveva scelto il suo best seller, After Camelot, per trasformarlo in una miniserie, e l'attrice Katie Holmes venne scelta come protagonista. Fu la sua seconda miniserie televisiva, la prima fu messa in onda sulla NBC nel 2000 ed era basata sul suo libro Jackie, Ethel, Joan: Women of Camelot. Nel 2014 venne annunciato che Kelli Garner e Susan Sarandon sarebbero state le protagoniste nella miniserie-adattamento del suo libro The Secret Life of Marilyn Monroe per il canale Lifetime.
Tra gli ultimi libri di Taraborrelli figurano la prima biografia di Beyoncé, intitolata Becoming Beyoncé: The Untold Story e pubblicata nel 2015 e il suo 15º best seller, Jackie, Janet & Lee uscito nel 2017 e ancora una volta dedicato alla famiglia Kennedy.

### Vita privata
Taraborrelli vive in California. Nel suo tempo libero si allena nelle arti marziali. Ha conseguito una cintura nera in Tangsudo americano e una cintura blu in Jiu jitsu brasiliano.

## Opere
- Diana: A Celebration of the Life and Career of Diana Ross (1985)
- Cher - A Biography (1986; aggiornata nel 1992)
- Motown: Hot Wax, City Cool and Solid Gold (1986; aggiornata nel 1988)
- Laughing Till It Hurts - The Complete Life and Career of Carol Burnett (1988)
- Call Her Miss Ross (1989; aggiornata nel 2007)
- Michael Jackson - The Magic and the Madness (1991; aggiornata nel 2003 e 2004. Nel 2009 il libro fu aggiornato col nome Michael Jackson - The Magic, the Madness, the Whole Story)[8]
- Sinatra - Behind the Legend (1997; aggiornata nel 1998)
- Jackie, Ethel and Joan: Women of Camelot (2000)
- Madonna - An Intimate Biography (2001; aggiornata nel 2002 e nel 2018)
- Once Upon a Time: Behind the Fairytale of Princess Grace and Prince Rainier (2003)
- Elizabeth (2006)
- The Secret Life of Marilyn Monroe (2009)
- Michael Jackson - The Magic, The Madness, The Whole Story (2009)
- After Camelot: A Personal History of the Kennedy Family - 1968 to Present (2012)
- The Hiltons: The True Story of an American Dynasty (2014)
- Becoming Beyoncé: The Untold Story (2015)
- Jackie, Janet & Lee (2017)
- The Kennedy Heirs: John, Caroline, and the New Generation - A Legacy of Triumph and Tragedy (2019)
- Grace & Steel: Dorothy, Barbara, Laura, and the Women of the Bush Dynasty (2021)
- Jackie - Public, Private, Secret (2023)